# マリー・ド・フランス (詩人)
マリー・ド・フランス（Marie de France、フランス生まれのマリー、? - ?）は、中世フランスの女流詩人である。文才および学問に秀でていた。彼女の詳しい人生は不明である。
12世紀後半のイングランド宮廷（プランタジネット朝・アンジュー家）へ赴き、詩作およびラテン文学翻訳を行ない、アングロ＝ノルマン語（古フランス語の一方言）による作品を残した。
本名は不明であり「マリー・ド・フランス」と呼ばれるのは、作品中の "Marie ai nun, si sui de France（私の名はマリーで、フランスの出身です）" の一行に由来する。

## 概要

### 人物研究
マリー・ド・フランスが誰であったか、数名の人物が推定の対象になっている。アンジュー伯ジョフロワ5世の庶子でヘンリー2世の異母姉妹にあたり後にシャフツベリー (Shaftesbury) 尼僧院長となったマリー（メアリー）、レディング尼僧院長のマリー、スティーヴン王の娘のブローニュ女伯マリー、バーキング尼僧院長のマリー、そしてヒュー・タルボットの妻マリー・ド・ムーランである。
イングランド宮廷（ヘンリー2世とその王妃アリエノール・ダキテーヌ）のメンバーだったと推測されている。
1816年、イギリスの詩人マティルダ・ベサム＝エドワーズ (Matilda Betham-Edwards) は、8音節の語の二行連で書いた“The Lay of Marie”（マリーのレー）の中で、彼女に関する長い詩を書いた。

### 作品研究
研究家たちはマリーの作品（下記）の製作年は、最も早いもので1160年頃、最も遅いもので1215年頃の間だとしていて、4つの作品が書かれたのは1170年頃から1205年までの間だろうとされている。
作品の一つの『レー』は、「高貴なる王」および「ウィリアム伯」に捧げられている。「王」とはヘンリー2世もしくは長男の若ヘンリー王と考えられている。「ウィリアム伯」は不明であるが、ウィリアム・ド・マンデヴィル (en) もしくはウィリアム・マーシャルと推測されている。

### 作品
3つの作品が彼女のものと分かっている。
- マリー・ド・フランスのレー (The Lais of Marie de France) 
  - ロマンスの短いヴァージョンと似ていなくもない。
  - 内容は恋の詩 12 篇
    - 「すいかずら」[注 4]は短い一篇
- イゾペ (Ysopet) 
  - ラテン語で伝えられたイソップ寓話をフランス語に訳したものだが、オリジナルの寓話を含む。
- 聖パトリックの煉獄の伝説 (Legend of the Purgatory of St. Patrick) 
  - ラテン語で書かれた“Tractacus de Purgatorio Sancti Patricii”の翻訳。

また近年、次の作品がマリー・ド・フランスによるものとの説が出された。
- 聖オードリーの生涯 (The Life of Saint Audrey) - エリィ (Ely) の聖オードリー (Æthelthryth) を題材とした作品。

#### 著作の日本語訳
- 『十二の恋の物語 マリー・ド・フランスのレー』月村辰雄訳 岩波文庫 1988年
- 「すいかずら」新倉俊一訳『フランス中世文学集 1 (信仰と愛と)』白水社 1990年
- 「ギジュマール」、「ランヴァル」新倉俊一訳『フランス中世文学集 2 (愛と剣と)』白水社 1991年